# Leichtathletik-Europameisterschaften 1950/Marathon der Männer
Der Marathonlauf der Männer bei den Leichtathletik-Europameisterschaften 1950 fand am 23. August 1950 in Brüssel, Belgien, statt.
Der Brite Jack Holden gewann das Rennen mit neuem Meisterschaftsrekord in 2:32:14 h. Vizeeuropameister wurde der Finne Veikko Karvonen vor dem sowjetischen Läufer Feodossi Wanin.

## Rekorde / Bestleistungen

### Bestehende Bestmarken
| Weltbestzeit         | Suh Yun-bok     | 2:25:39 h   | Boston, USA             | 19. April 1947     |
| Europabestzeit       | Salomon Könönen | 2:28:39,4 h | Turku, Finnland         | 10. September 1949 |
| Meisterschaftsrekord | Väinö Muinonen  | 2:37:28,8 h | EM in Paris, Frankreich | 4. September 1938  |

Anmerkungen:

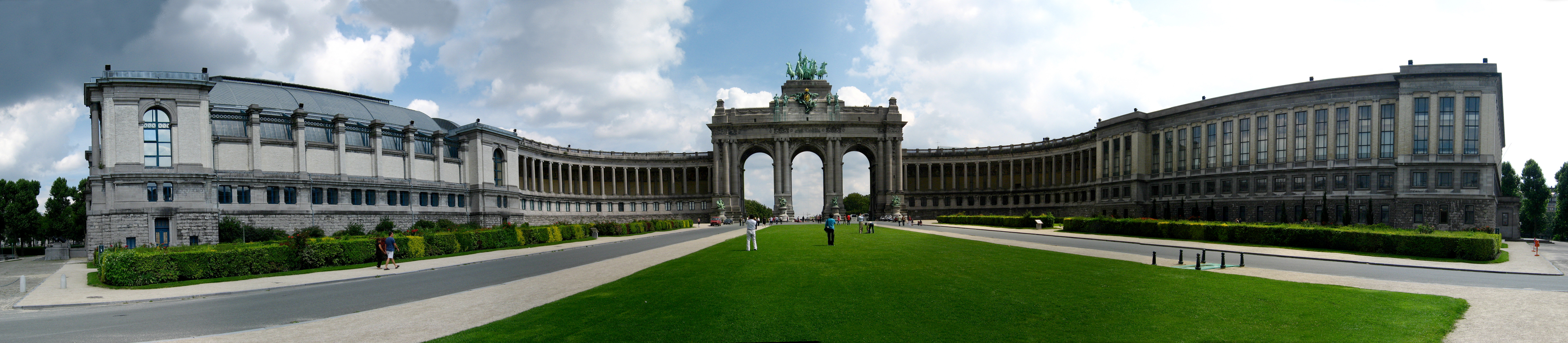
Jubelpark oder Parc du Cinquantenaire in Brüssel

- Rekorde wurden damals im Marathonlauf und Straßengehen wegen der unterschiedlichen Streckenbeschaffenheiten mit Ausnahme von Meisterschaftsrekorden nicht geführt.
- Der Finne Mikko Hietanen hatte bei den Europameisterschaften 1946 in Oslo 2:24:55 h erzielt. Doch die Laufdistanz hatte nur 40,2 km betragen anstatt der für den Marathonlauf vorgeschriebenen 42,195 km. Somit konnte Hietanens Zeit nicht als Meisterschaftsrekord anerkannt werden.

### Rekordverbesserung
Mit seiner Zeit von 2:32:14 h im Rennen am 23. August verbesserte Jack Holden aus Großbritannien als neuer Europameister den bestehenden Europameisterschaftsrekord um gerundet 5:15 Minuten.

## Ergebnis

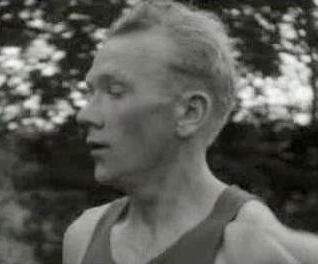
Der finnische Vizeeuropameister Veikko Karvonen

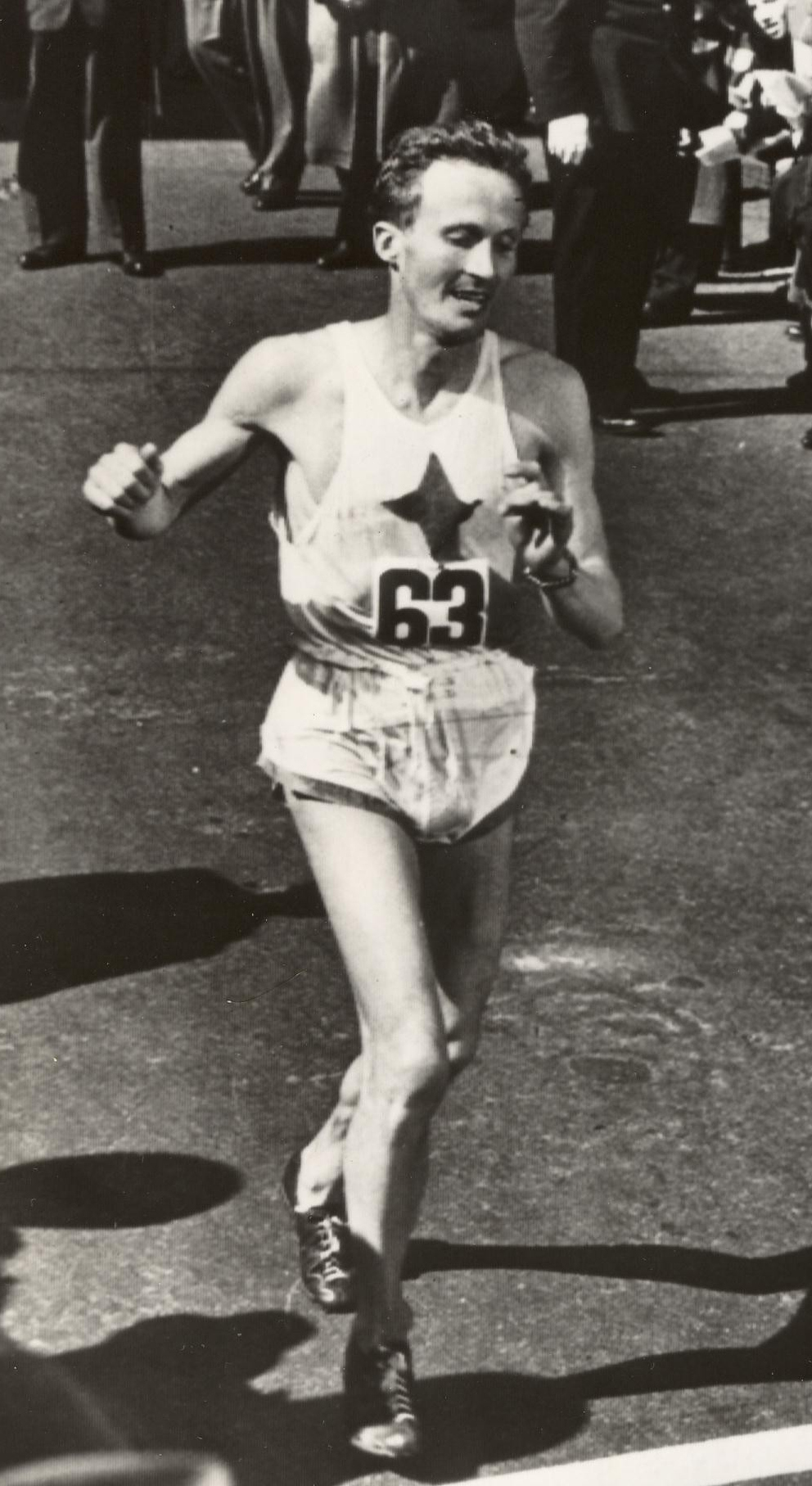
Gösta Leandersson aus Schweden belegte den vierten Platz

23. August
| Platz | Athlet              | Land           | Zeit (h)   |
| ----- | ------------------- | -------------- | ---------- |
|       | Jack Holden         | Großbritannien | 2:32:14 CR |
|       | Veikko Karvonen     | Finnland       | 2:32:45000 |
|       | Feodossi Wanin      | Sowjetunion    | 2:33:47000 |
| 04    | Gösta Leandersson   | Schweden       | 2:34:26000 |
| 05    | Wassili Gordijenko  | Sowjetunion    | 2:34:37000 |
| 06    | Charles Cérou       | Frankreich     | 2:36:09000 |
| 07    | Jean Leblond        | Belgien        | 2:36:55000 |
| 08    | Étienne Gailly      | Belgien        | 2:38:24000 |
| 09    | John Systad         | Norwegen       | 2:39:50000 |
| 10    | Gustav Östling      | Schweden       | 2:41:18000 |
| 11    | Edward Denison      | Großbritannien | 2:44:31000 |
| 12    | Vilho Partanen      | Finnland       | 2:45:26000 |
| 13    | Miroslav Glogonnjac | Jugoslawien    | 2:55:41000 |
| 14    | Luka Bosanac        | Jugoslawien    | 2:59:05000 |
| 15    | Alfons Zwicker      | Schweiz        | 3:01:04000 |
| 16    | Adri Moons          | Niederlande    | 3:01:50000 |
| 17    | Athanasios Ragazos  | Griechenland   | 3:01:52000 |
| 18    | Behzat Akdeiz       | Türkei         | NT000      |
| 19    | Gottfried Knecht    | Schweiz        | NT000      |
| DNF   | René Josset         | Frankreich     |            |
| DNF   | Joop Overdyk        | Niederlande    |            |
| DNF   | Ludwig Jahn         | Österreich     |            |